# Solares
Solares es un lugar español del municipio de Medio Cudeyo, en la comunidad autónoma de Cantabria. Está situada en la parte occidental de la comarca de Trasmiera. Cerca de esta localidad se encuentran los núcleos de Valdecilla, Ceceñas, Sobremazas, El Bosque y Heras.
Es el núcleo que más ha crecido del municipio, y el más poblado del mismo, sustituyendo la tradicional actividad agropecuaria por la industria, los servicios, el turismo y la hostelería, y un importante impulso urbanístico que le ha convertido en un importante centro de servicios de la zona media y baja del valle del Miera.

## Historia

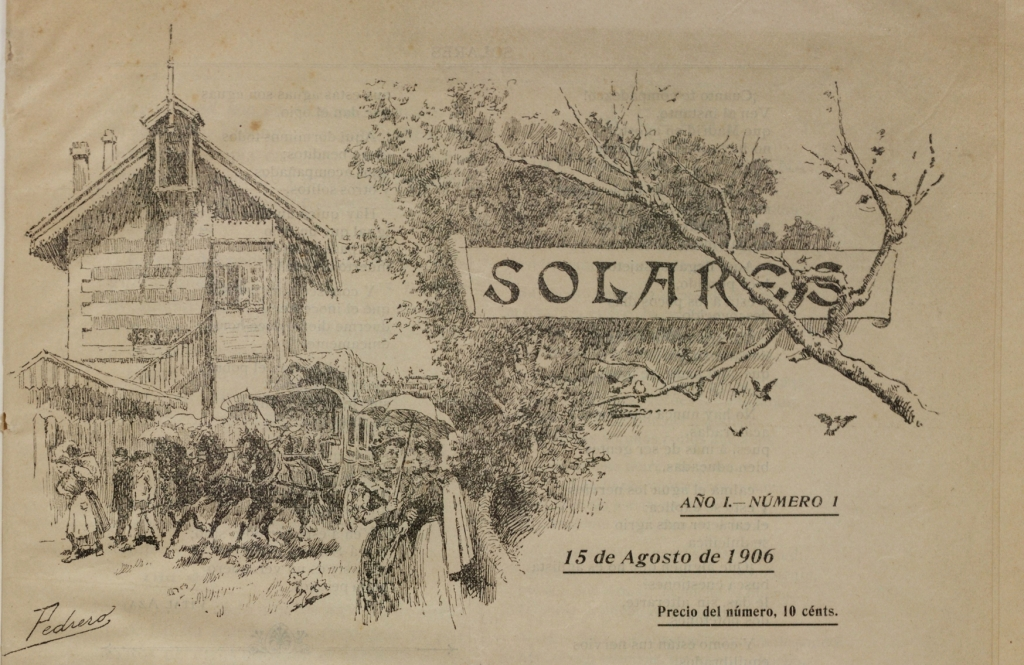
Estación Solares, hoy desaparecida, portada revista Solares, 1906, dibujo de Mariano Pedrero

En Solares  se encuentran muestras patrimoniales de gran importancia como el yacimiento altomedieval de Pico Castillo; el Palacio de los Marqueses de Valbuena, ordenado construir por el Arzobispo de Zaragoza, Antonio Ibáñez de la Riva Herrera; el de la familia Rubalcaba, edificado en los siglos XVII y XVIII; y la ermita de San Pedruco (siglos XII-XIII).
Se pueden ver también interesantes muestras de arquitectura del XII, entre ellas residencias particulares como Villa Arras, y el complejo balneario construido en 1827 (reconstruido recientemente y convertido en un hotel-balneario) en torno al manantial de Fuencaliente y a la planta embotelladora de Agua de Solares, próxima al río Miera.

## Festividades
- San Pedruco (29 de junio).
- Nuestra Señora de Santa María y San Roque (15 de agosto).

## Demografía
Según el Instituto Nacional de Estadística de España, en el año 2010 Solares contaba con 3946 habitantes censados.

## Transporte
Solares es uno de los nudos de comunicaciones por carretera más importantes de la región. La N-634 cruza esta localidad y de ella parte la N-635 hacia Santander, así como lo hacen sus autovías correspondientes, A-8 y S-10, respectivamente. En lo que respecta a carreteras autonómicas, la CA-161 comunica a Solares con La Cavada y la CA-420 hace lo propio con Rubayo.

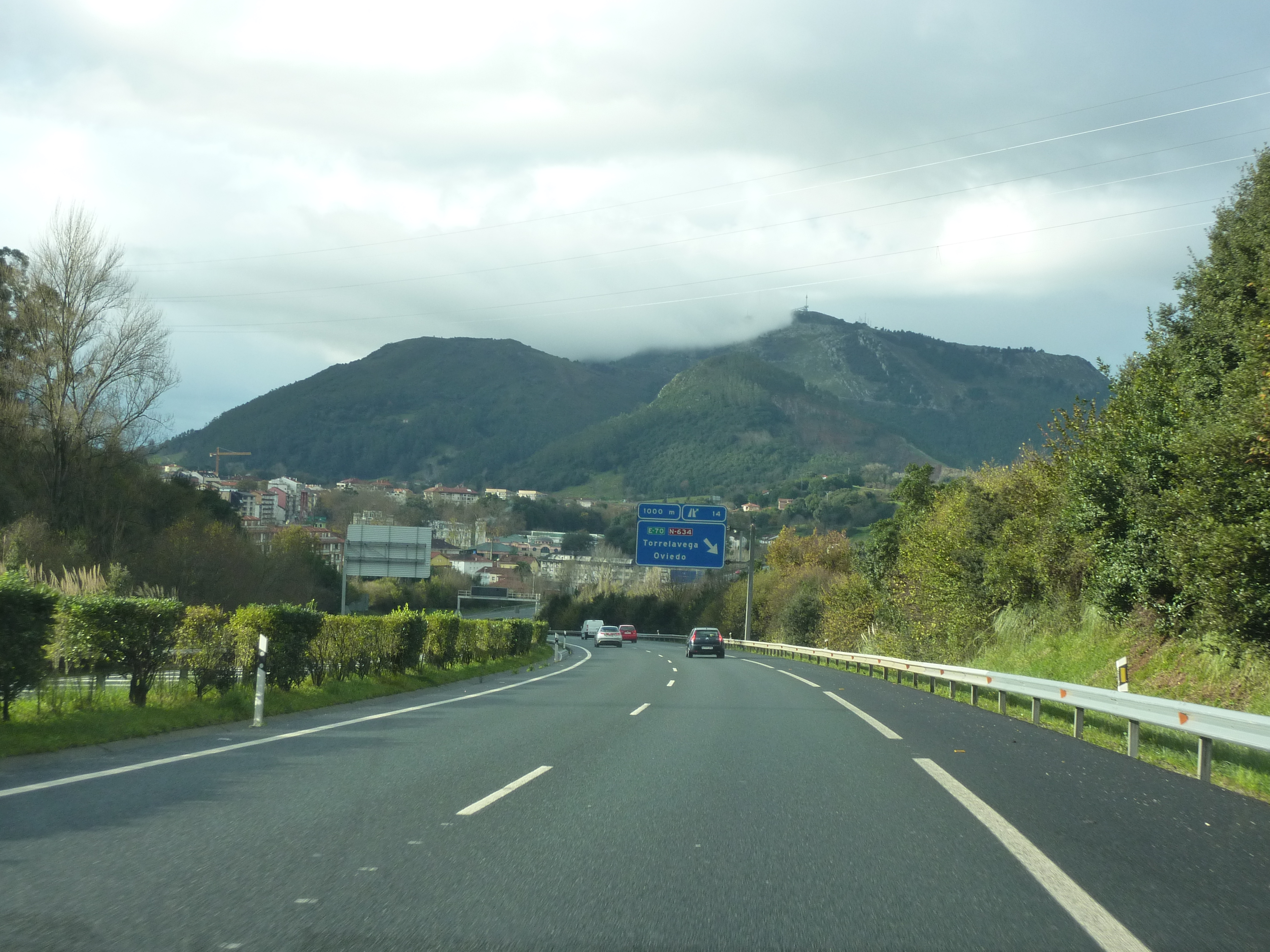
Autovía A-8 a su paso por la localidad de Solares. Al fondo, la sierra de Peña Cabarga.

Así mismo, la localidad dispone de una estación de ferrocarril servida por los trenes de cercanías de Renfe Cercanías AM, en la línea Santander-Liérganes.
| Procedencia/Destino | <     | Línea | >       | Procedencia/Destino |
| ------------------- | ----- | ----- | ------- | ------------------- |
| Santander AM        | Orejo |       | Ceceñas | Liérganes           |

A recordar la bella "estación de ferrocarril de Solares", creada en el contexto del desarrollo turístico balneario en el siglo XIX. La portada de la revista Solares de 1906 y 1907, promovida por el balneario, muestra el edificio del lado opuesto a las fotografías de la época, como por ejemplo la de una postal de Hauser y Menet.

## Véasetambién
- A-8, entre Bilbao y Gijón
- S-10, entre Santander y Solares